# 明日に流れる川
『明日に流れる川』 （原題：내일로 흐르는 강、英題：Broken Branches ）は、1996年の韓国映画。
日本では、1997年（第6回）東京国際レズビアン&ゲイ映画祭にて上映された。

## キャスト
- ミョンヒ：キム・イェリョン（朝鮮語版）
- ミョンス：イ・ホンソン
- ジュンミン：イ・デヨン（朝鮮語版）
- ハンス(父)：ミョン・ゲナム（朝鮮語版）
- スンギル：イ・インチョル
- 母：アン・ヘスク（朝鮮語版）
- 伯母：ヤン・フィギョン（朝鮮語版）
- ジュンウ：キム・セドン